# Spalgis s-signata
Spalgis s-signata är en fjärilsart som beskrevs av Holland 1890. Spalgis s-signata ingår i släktet Spalgis och familjen juvelvingar. Inga underarter finns listade i Catalogue of Life.